# Język ili
Język ili — język wschodnioturecki używany w prefekturze Ili, ujgurskiego regionu autonomicznego Chińskiej Republiki Ludowej. Liczba użytkowników w 1982 wynosiła 120 ludzi; niemal wszyscy władali również kazachskim lub ujgurskim.
Po raz pierwszy został opisany w 1956 roku. O ile należy do karłuckiej gałęzi języków turkijskich, to sąsiedztwo z Kazachami sprawia, że występują w nim wpływy kipczackie (np. asymilacja zrostku dopełniacza, przejście /ɣ/ w /w/ po samogłoskach otwartych). Posiada 7 samogłosek i 22 spółgłoski.
Legenda głosi, że przodkowie dzisiejszych jego użytkowników przybyli do Chin ponad dwieście lat temu z kotliny fergańskiej. Obecnie żyją w dorzeczu rzeki Ili oraz mieście Kuldża. Z uwagi na liczne małżeństwa mieszane z Kazachami i Ujgurami, liczebność użytkowników języka ili zmniejsza się na rzecz kazachskiego i ujgurskiego.